# Кущёвка (станция)
Кущёвка — железнодорожная станция Краснодарского региона Северо-Кавказской железной дороги, находящаяся в станице Кущёвской Кущёвского района Краснодарского края.

## Сообщение по станции
По станции курсируют следующие поезда пригородного сообщения:
| Пригородное | Пригородное                 | Пригородное | Пригородное                 |
| № поезда    | Маршрут движения            | № поезда    | Маршрут движения            |
| ----------- | --------------------------- | ----------- | --------------------------- |
| 6151/6051   | Кущёвка — Ростов-на-Дону    | 6060/6860   | Ростов-на-Дону — Кущёвка    |
| 6231        | Тихорецкая — Кущёвка        | 6232        | Кущёвка — Тихорецкая        |
| 6233        | Тихорецкая — Кущёвка        | 6234        | Кущёвка — Тихорецкая        |
| 6255/6253   | Тихорецкая — Ростов-на-Дону | 6250/6252   | Ростов-на-Дону — Тихорецкая |
| 6853/6053   | Тихорецкая — Ростов-на-Дону | 6758/6858   | Ростов-на-Дону — Тихорецкая |
| 6855/6055   | Кущёвка — Ростов-на-Дону    | 6054/6854   | Ростов-на-Дону — Кущёвка    |
| 6859/6059   | Кущёвка — Ростов-на-Дону    | 6052/6852   | Ростов-на-Дону — Кущёвка    |
| 6971/6871   | Тихорецкая — Ростов-на-Дону | 6872/6972   | Ростов-на-Дону — Тихорецкая |

### Дальнее
По станции курсируют следующие поезда дальнего следования:
| Круглогодичное обращение поездов | Круглогодичное обращение поездов | Круглогодичное обращение поездов | Круглогодичное обращение поездов |
| № поезда                         | Маршрут движения                 | № поезда                         | Маршрут движения                 |
| -------------------------------- | -------------------------------- | -------------------------------- | -------------------------------- |
| 33 «Осетия»                      | Владикавказ — Москва             | 34 «Осетия»                      | Москва — Владикавказ             |
| 49                               | Кисловодск — Санкт-Петербург     | 50                               | Санкт-Петербург — Кисловодск     |
| 61                               | Нальчик — Москва                 | 62                               | Москва — Нальчик                 |
| 77                               | Ставрополь — Москва              | 78                               | Москва — Ставрополь              |
| 115                              | Адлер — Томск                    | 116                              | Томск — Адлер                    |
| 121                              | Владикавказ — Санкт-Петербург    | 122                              | Санкт-Петербург — Владикавказ    |
| 135                              | Махачкала — Санкт-Петербург      | 136                              | Санкт-Петербург — Махачкала      |
| 139                              | Адлер — Барнаул                  | 140                              | Барнаул — Адлер                  |
| 149                              | Минеральные Воды — Минск         | 150                              | Минск — Минеральные Воды         |
| 309                              | Адлер — Воркута                  | 310                              | Воркута — Адлер                  |
| 381                              | Грозный — Москва                 | 382                              | Москва — Грозный                 |
| 389                              | Анапа — Минск                    | 390                              | Минск — Анапа                    |
| 391                              | Баку — Ростов-на-Дону            | 392                              | Ростов-на-Дону — Баку            |
| 809 «Ласточка»                   | Кисловодск — Ростов-на-Дону      | 810 «Ласточка»                   | Ростов-на-Дону — Кисловодск      |

| Сезонное обращение поездов | Сезонное обращение поездов   | Сезонное обращение поездов | Сезонное обращение поездов   |
| № поезда                   | Маршрут движения             | № поезда                   | Маршрут движения             |
| -------------------------- | ---------------------------- | -------------------------- | ---------------------------- |
| 225                        | Адлер — Мурманск             | 226                        | Мурманск — Адлер             |
| 261                        | Адлер — Архангельск          | 262                        | Архангельск — Адлер          |
| 479                        | Сухум — Санкт-Петербург      | 480                        | Санкт-Петербург — Сухум      |
| 481                        | Новороссийск — Москва        | 482                        | Москва — Новороссийск        |
| 487                        | Сухум — Самара               | 488                        | Самара — Сухум               |
| 493                        | Анапа — Ульяновск            | 494                        | Ульяновск — Анапа            |
| 501                        | Анапа — Киров                | 502                        | Киров — Анапа                |
| 535                        | Анапа — Смоленск             | 536                        | Смоленск — Анапа             |
| 541                        | Адлер — Москва               | 542                        | Москва — Адлер               |
| 547                        | Сухум — Москва               | 548                        | Москва — Сухум               |
| 549                        | Адлер — Тольятти             | 550                        | Тольятти — Адлер             |
| 587                        | Имеретинский курорт — Москва | 588                        | Москва — Имеретинский курорт |